# Тайга Північно-Західних територій
Тайга Північно-Західних територій (ідентифікатор WWF: NA0614) — неарктичний екорегіон тайги, розташований на заході Канади.

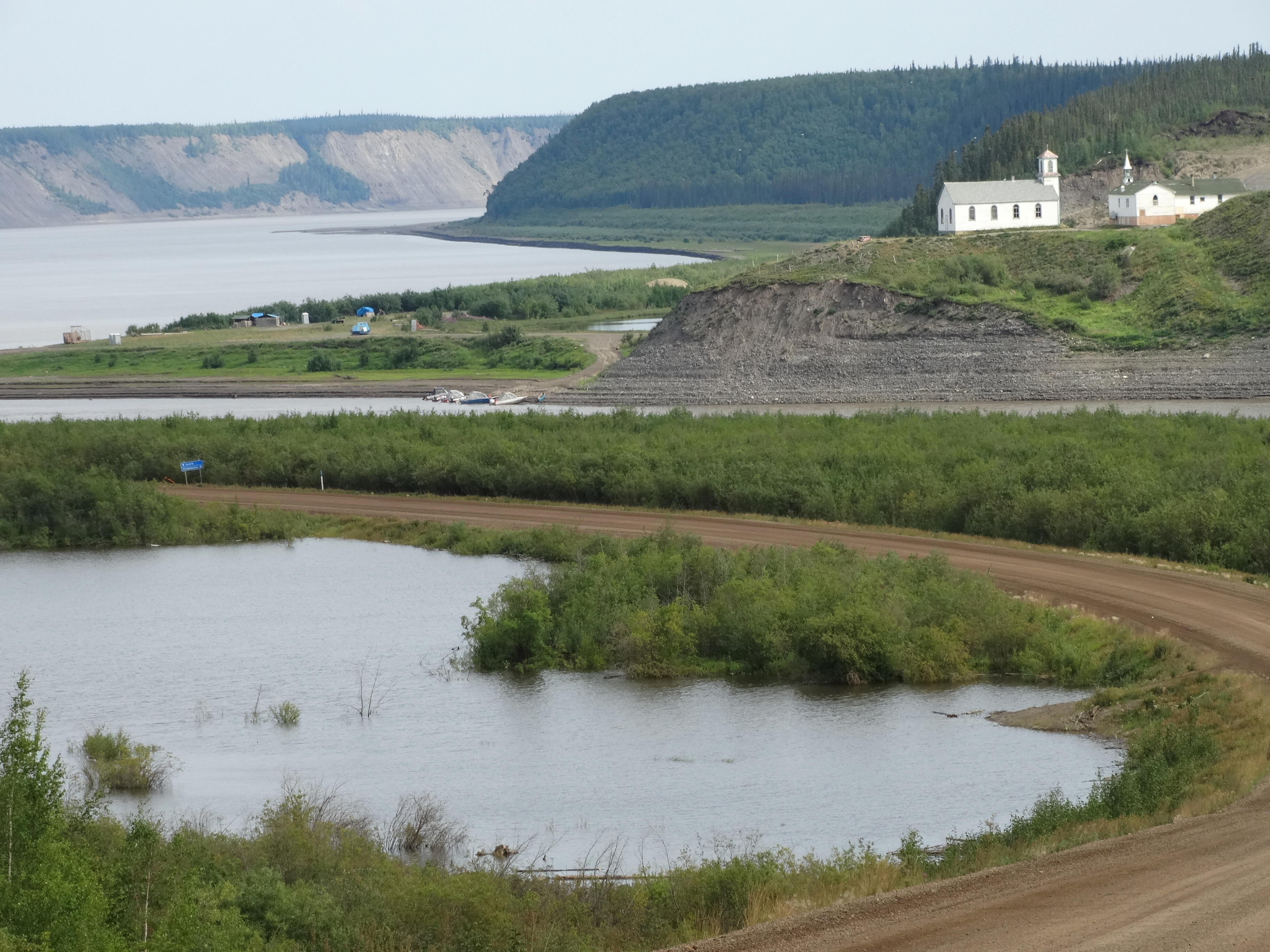
Річка Маккензі поблизу Інувіка

## Географія
Екорегіон тайги Північно-Західних територій простягається на 1200 км з південного сходу на північний захід, від узбережжя Великого Невільничого озера до узбережжя моря Бофорта, охоплюючи значну частину Північно-Західних територій та частину західного Юкону. Основу регіону складає долина річки Маккензі, найбільшої річки Канади та однієї з найбільших річок Північної Америки. Ця річка витікає з Великого Невільничого озера та впадає у Північний Льодовитий океан, утворюючи велику дельту. На сході екорегіону розташоване Велике Ведмеже озеро, найбільше озеро Канади. 
Рельєф регіону переважно рівнинний, представлений широкими низовинами, найпівнічнішими в широкому поясі Внутрішніх низовин Північної Америки. На окраїнах регіону низовини переходить у височини та плоскогір'я. Загалом висота регіону коливається від 348 до 2208 м над рівнем моря. В часи останнього льодовикового періоду територія екорегіону була вкрита льодовиком щитом, який залишив тут численні льодовикові форми рельєфу. Однак деякі частини регіону, можливо, не були покриті льодовиками в плейстоцені, і слугували рефугіумом для деяких видів рослин.
На заході екорегіон переходить у альпійську тундру гір Огілві та Маккензі, на півночі — у приполярну тундру Канади, на сході — у тайгу півночі Канадського щита, а на півдні — у ліси Маскуа та Великого Невільничого озера.

## Клімат
В межах екорегіону переважає субарктичний клімат (Dfc за класифікацією кліматів Кеппена), який характеризується коротким прохолодним літом та довгою холодною зимою. Середньорічна температура в екорегіоні коливається від -10 °C в дельті Маккензі до -1 °C поблизу Великого Невільничого озера. Середня зимова температура коливається від -26,5 °C на півночі регіону до -1 °C на півдні регіону, а середня літня температура — від 6,5 °C на півночі регіону до 14 °C на півдні регіону. Опадів в регіоні випадає відносно мало. Середньорічна кількість опадів загалом коливається від 100 до 400 мм, однак на південному заході вона може досягати 500 мм.

## Флора
Рослинний покрив екорегіону представлений відкритими, дуже невисокими насадженнями чорної ялини (Picea mariana). Серед поширених в екорегіоні чагарників слід відзначити карликову березу (Betula nana), звичайне багно (Rhododendron tomentosum) та вербу (Salix spp.). На височинах та в передгір'ях регіону, а також у тепліших та краще дренованих південних районах зустрічаються змішані ліси, основу яких складають сизі ялини (Picea glauca), чорні ялини (Picea mariana), скручені сосни (Pinus contorta), сосни Банкса (Pinus banksiana), американські модрини (Larix laricina), американські осики (Populus tremuloides) та бальзамисті тополі (Populus balsamifera). В лісах, поширених на великих висотах уздовж великих річок, зокрема в горах Франкліна, переважають сизі ялини (Picea glauca) та бальзамисті тополі (Populus balsamifera). Від чверті до половини території екорегіону займають водно-болотні угіддя.

## Фауна
В межах екорегіону зустрічається 48 видів ссавців та близько 130 видів птахів. Серед поширених в екорегіоні ссавців слід відзначити гризлі (Ursus arctos horribilis), барибала (Ursus americanus), західного лося (Alces alces andersoni), лісового карибу (Rangifer tarandus caribou), лісового бізона (Bison bison athabascae), канадського вовка (Canis lupus occidentalis), койота (Canis latrans), звичайну лисицю (Vulpes vulpes), канадську рись (Lynx canadensis), звичайну росомаху (Gulo gulo), американську куницю (Martes americana), американського горностая (Mustela richardsonii), американського зайця (Lepus americanus), північну літягу (Glaucomys sabrinus), червону вивірку (Tamiasciurus hudsonicus), канадського голкошерста (Erethizon dorsatum) та арктичного ховраха (Urocitellus parryii). На берегах річок поширені канадські бобри (Castor canadensis), канадські видри (Lontra canadensis), річкові візони (Neogale vison) та болотяні ондатри (Ondatra zibethicus).
Серед поширених в екорегіоні птахів слід відзначити білу куріпку (Lagopus lagopus), тундрову куріпку (Lagopus muta), канадську дикушу (Canachites canadensis), американського орябка (Bonasa umbellus), манітобського тетерука (Tympanuchus phasianellus), червоношию гагару (Gavia stellata), білоголового орлана (Haliaeetus leucocephalus), беркута (Aquila chrysaetos), сапсана (Falco peregrinus), скопу (Pandion haliaetus), віргінського пугача (Bubo virginianus), звичайного крука (Corvus corax), канадську кукшу (Perisoreus canadensis), північного сорокопуда (Lanius borealis), рябогруду вівсянку (Passerella iliaca), строкатого пісняра (Mniotilta varia), світлобрового червоїда (Leiothlypis peregrina), білокрилого шишкаря (Loxia leucoptera), тайгового смеречника (Pinicola enucleator) та звичайну чечітку (Acanthis flammea).

## Збереження
Оцінка 2017 року показала, що 9960 км², або 3 % екорегіону, є заповідними територіями. Загалом близько 90 % території екорегіону є відносно незайманими. Природоохоронні території включають Національний парк Наганні та Національний фауністичний заповідник Едежіє.